# Giro dei Paesi Baschi 2006
Il Giro dei Paesi Baschi 2006, quarantaseiesima edizione della corsa e valevole come quinta prova del circuito UCI ProTour 2006, si svolse in sei tappe dal 3 all'8 aprile 2006, per un percorso totale di 829 km. Fu vinto dallo spagnolo José Ángel Gómez Marchante, che terminò la gara in 20h31'47".

## Tappe
| Tappa  | Data     | Percorso                  | km  | Vincitore di tappa         | Leader cl. generale        |
| ------ | -------- | ------------------------- | --- | -------------------------- | -------------------------- |
| 1ª     | 3 aprile | Irún > Irún               | 130 | Alejandro Valverde         | Alejandro Valverde         |
| 2ª     | 4 aprile | Irún > Segura             | 155 | Samuel Sánchez             | Samuel Sánchez             |
| 3ª     | 5 aprile | Segura > Lerín            | 170 | Samuel Sánchez             | Samuel Sánchez             |
| 4ª     | 6 aprile | Lerín > Vitoria-Gasteiz   | 172 | Óscar Freire               | Samuel Sánchez             |
| 5ª     | 7 aprile | Vitoria-Gasteiz > Zalla   | 178 | Thomas Voeckler            | Samuel Sánchez             |
| 6ª     | 8 aprile | Zalla (Cron. individuale) | 24  | José Ángel Gómez Marchante | José Ángel Gómez Marchante |
| Totale | Totale   | Totale                    | 829 |                            |                            |

## Squadre e corridori partecipanti
Presero parte alla prova le venti squadre con licenza UCI ProTeam. Ammesse tramite l'assegnazione di wild-card furono Relax-Gam e Kaiku.
| N.      | Cod. | Squadra                |
| ------- | ---- | ---------------------- |
| 1-8     | LIQ  | Liquigas               |
| 11-18   | CSC  | Team CSC               |
| 21-28   | PHO  | Phonak Hearing Systems |
| 31-38   | RAB  | Rabobank               |
| 41-48   | DVL  | Davitamon-Lotto        |
| 51-58   | LSW  | Liberty Seguros-Würth  |
| 61-68   | GST  | Team Gerolsteiner      |
| 71-78   | SDV  | Saunier Duval-Prodir   |
| 81-88   | DSC  | Discovery Channel      |
| 91-98   | C.A  | Crédit Agricole        |
| 101-108 | CEI  | Caisse d'Epargne       |

| N.      | Cod. | Squadra               |
| ------- | ---- | --------------------- |
| 111-118 | COF  | Cofidis               |
| 121-128 | QSI  | Quick Step-Innergetic |
| 131-138 | TMO  | T-Mobile Team         |
| 141-148 | LAM  | Lampre-Fondital       |
| 151-158 | BTL  | Bouygues Télécom      |
| 161-168 | MRM  | Team Milram           |
| 171-178 | EUS  | Euskaltel-Euskadi     |
| 181-188 | FDJ  | La Française des Jeux |
| 191-198 | A2R  | AG2R Prévoyance       |
| 201-208 | KAI  | Kaiku                 |
| 211-218 | REL  | Relax-Gam             |

## Dettagli delle tappe

### 1ª tappa
- 3 aprile: Irún > Irún – 130 km

Risultati
| Pos. | Corridore          | Squadra      | Tempo    |
| ---- | ------------------ | ------------ | -------- |
| 1    | Alejandro Valverde | C. d'Epargne | 3h22'27" |
| 2    | Óscar Freire       | Rabobank     | s.t.     |
| 3    | Davide Rebellin    | Gerolsteiner | s.t.     |

| Pos. | Corridore          | Squadra      | Tempo    |
| ---- | ------------------ | ------------ | -------- |
| 1    | Alejandro Valverde | C. d'Epargne | 3h22'27" |
| 2    | Óscar Freire       | Rabobank     | s.t.     |
| 3    | Davide Rebellin    | Gerolsteiner | s.t.     |

### 2ª tappa
- 4 aprile: Irún > Segura – 155 km

Risultati
| Pos. | Corridore          | Squadra      | Tempo    |
| ---- | ------------------ | ------------ | -------- |
| 1    | Samuel Sánchez     | Euskaltel    | 4h10'55" |
| 2    | Alberto Contador   | Liberty Seg. | s.t.     |
| 3    | Alejandro Valverde | C. d'Epargne | a 2"     |

| Pos. | Corridore          | Squadra      | Tempo    |
| ---- | ------------------ | ------------ | -------- |
| 1    | Samuel Sánchez     | Euskaltel    | 7h33'22" |
| 2    | Alberto Contador   | Liberty Seg. | s.t.     |
| 3    | Alejandro Valverde | C. d'Epargne | a 2"     |

### 3ª tappa
- 5 aprile: Segura > Lerín – 170 km

Risultati
| Pos. | Corridore        | Squadra      | Tempo    |
| ---- | ---------------- | ------------ | -------- |
| 1    | Samuel Sánchez   | Euskaltel    | 4h07'36" |
| 2    | Davide Rebellin  | Gerolsteiner | s.t.     |
| 3    | Alberto Contador | Liberty Seg. | s.t.     |

| Pos. | Corridore        | Squadra      | Tempo     |
| ---- | ---------------- | ------------ | --------- |
| 1    | Samuel Sánchez   | Euskaltel    | 11h40'58" |
| 2    | Alberto Contador | Liberty Seg. | s.t.      |
| 3    | Davide Rebellin  | Gerolsteiner | a 2"      |

### 4ª tappa
- 6 aprile: Lerín > Vitoria-Gasteiz – 172 km

Risultati
| Pos. | Corridore      | Squadra      | Tempo    |
| ---- | -------------- | ------------ | -------- |
| 1    | Óscar Freire   | Rabobank     | 3h56'43" |
| 2    | Samuel Sánchez | Euskaltel    | s.t.     |
| 3    | Fabian Wegmann | Gerolsteiner | s.t.     |

| Pos. | Corridore        | Squadra      | Tempo     |
| ---- | ---------------- | ------------ | --------- |
| 1    | Samuel Sánchez   | Euskaltel    | 15h37'41" |
| 2    | Alberto Contador | Liberty Seg. | s.t.      |
| 3    | Davide Rebellin  | Gerolsteiner | a 2"      |

### 5ª tappa
- 7 aprile: Vitoria-Gasteiz > Zalla – 178 km

Risultati
| Pos. | Corridore       | Squadra       | Tempo    |
| ---- | --------------- | ------------- | -------- |
| 1    | Thomas Voeckler | Bouygues Tél. | 4h18'42" |
| 2    | Jens Voigt      | Team CSC      | s.t.     |
| 3    | Juan José Cobo  | Saunier Duval | a 12"    |

| Pos. | Corridore        | Squadra      | Tempo     |
| ---- | ---------------- | ------------ | --------- |
| 1    | Samuel Sánchez   | Euskaltel    | 19h58'54" |
| 2    | Alberto Contador | Liberty Seg. | s.t.      |
| 3    | Davide Rebellin  | Gerolsteiner | a 2"      |

### 6ª tappa
- 8 aprile: Zalla – Cronometro individuale – 24 km

Risultati
| Pos. | Corridore            | Squadra       | Tempo  |
| ---- | -------------------- | ------------- | ------ |
| 1    | José Gómez Marchante | Saunier Duval | 32'44" |
| 2    | Alejandro Valverde   | C. d'Epargne  | a 6"   |
| 3    | Antonio Colom        | C. d'Epargne  | a 8"   |

| Pos. | Corridore            | Squadra       | Tempo     |
| ---- | -------------------- | ------------- | --------- |
| 1    | José Gómez Marchante | Saunier Duval | 20h31'47" |
| 2    | Alejandro Valverde   | C. d'Epargne  | a 7"      |
| 3    | Antonio Colom        | C. d'Epargne  | s.t.      |

## Evoluzione delle classifiche
| Tappa              | Vincitore                  | Classifica generale        | Classifica a punti | Classifica scalatori | Classifica mete volanti | Classifica squadre    |
| ------------------ | -------------------------- | -------------------------- | ------------------ | -------------------- | ----------------------- | --------------------- |
| 1ª                 | Alejandro Valverde         | Alejandro Valverde         | Alejandro Valverde | Unai Etxebarria      | Pierrick Fédrigo        | Lampre-Fondital       |
| 2ª                 | Samuel Sánchez             | Samuel Sánchez             | Alejandro Valverde | Hubert Dupont        | Pierrick Fédrigo        | Liberty Seguros-Würth |
| 3ª                 | Samuel Sánchez             | Samuel Sánchez             | Unai Etxebarria    | Hubert Dupont        | Pierrick Fédrigo        | Liberty Seguros-Würth |
| 4ª                 | Óscar Freire               | Samuel Sánchez             | Samuel Sánchez     | Hubert Dupont        | Pierrick Fédrigo        | Liberty Seguros-Würth |
| 5ª                 | Thomas Voeckler            | Samuel Sánchez             | Samuel Sánchez     | Hubert Dupont        | Pierrick Fédrigo        | Saunier Duval-Prodir  |
| 6ª                 | José Ángel Gómez Marchante | José Ángel Gómez Marchante | Alejandro Valverde | Hubert Dupont        | Pierrick Fédrigo        | Saunier Duval-Prodir  |
| Classifiche finali | Classifiche finali         | José Ángel Gómez Marchante | Alejandro Valverde | Hubert Dupont        | Pierrick Fédrigo        | Saunier Duval-Prodir  |

## Classifiche finali

### Classifica generale
| Pos. | Corridore                | Squadra       | Tempo     |
| ---- | ------------------------ | ------------- | --------- |
| 1    | José Gómez Marchante     | Saunier Duval | 20h31'47" |
| 2    | Alejandro Valverde       | C. d'Epargne  | a 7"      |
| 3    | Antonio Colom            | C. d'Epargne  | s.t.      |
| 4    | Patrik Sinkewitz         | T-Mobile Team | a 19"     |
| 5    | Alberto Contador         | Liberty Seg.  | a 20"     |
| 6    | Samuel Sánchez           | Euskaltel     | a 42"     |
| 7    | Miguel Martín Perdiguero | Phonak        | a 44"     |
| 8    | Cadel Evans              | Davitamon     | a 1'11"   |
| 9    | Francisco Vila           | Lampre        | a 1'21"   |
| 10   | José Azevedo             | Discovery Ch. | a 1'24"   |

### Classifica a punti
| # | Corridore          | Squadra      | Punti |
| - | ------------------ | ------------ | ----- |
| 1 | Alejandro Valverde | C. d'Epargne | 84    |
| 2 | Samuel Sánchez     | Euskaltel    | 71    |
| 3 | Davide Rebellin    | Gerolsteiner | 56    |
| 4 | Óscar Freire       | Rabobank     | 45    |
| 5 | Alberto Contador   | Liberty Seg. | 44    |

### Classifica scalatori
| Pos. | Corridore            | Squadra       | Punti |
| ---- | -------------------- | ------------- | ----- |
| 1    | Hubert Dupont        | AG2R Prév.    | 29    |
| 2    | Juan José Cobo       | Saunier Duval | 25    |
| 3    | José Luis Arrieta    | AG2R Prév.    | 22    |
| 4    | Unai Etxebarria      | Euskaltel     | 21    |
| 5    | José Gómez Marchante | Saunier Duval | 20    |

### Classifica mete volanti
| Pos. | Corridore         | Squadra       | Tempo |
| ---- | ----------------- | ------------- | ----- |
| 1    | Pierrick Fédrigo  | Relax         | 11    |
| 2    | José Luis Arrieta | AG2R Prév.    | 9     |
| 3    | Andrij Hrivko     | Team Milram   | 6     |
| 4    | Rubén Lobato      | Saunier Duval | 6     |
| 5    | Unai Etxebarria   | Euskaltel     | 6     |

### Classifica squadre
| Pos. | Squadra               | Tempo     |
| ---- | --------------------- | --------- |
| 1    | Saunier Duval-Prodir  | 61h36'43" |
| 2    | Liberty Seguros-Würth | a 3'13"   |
| 3    | T-Mobile Team         | a 3'30"   |
| 4    | Discovery Channel     | a 4'49"   |
| 5    | Lampre-Fondital       | a 4'58"   |

## Punteggi UCI
| Pos.            | Corridore                | Squadra       | Punti |
| --------------- | ------------------------ | ------------- | ----- |
| 1               | José Gómez Marchante     | Saunier Duval | 53    |
| 2               | Alejandro Valverde       | C. d'Epargne  | 46    |
| 3               | Antonio Colom            | C. d'Epargne  | 36    |
| 4               | Patrik Sinkewitz         | T-Mobile Team | 30    |
| 5               | Alberto Contador         | Liberty Seg.  | 28    |
| Samuel Sánchez  | Euskaltel                | 28            |       |
| 7               | Miguel Martín Perdiguero | Phonak        | 15    |
| 8               | Cadel Evans              | Davitamon     | 10    |
| 9               | Francisco Vila           | Lampre        | 5     |
| Óscar Freire    | Rabobank                 | 5             |       |
| 11              | Thomas Voeckler          | Bouygues Tél. | 3     |
| Davide Rebellin | Gerolsteiner             | 3             |       |
| 13              | José Azevedo             | Discovery Ch. | 2     |
| Jens Voigt      | Team CSC                 | 2             |       |
| 15              | Fabian Wegmann           | Gerolsteiner  | 1     |
| Juan José Cobo  | Saunier Duval            | 1             |       |

| Pos. | Squadra                          | Punti |
| ---- | -------------------------------- | ----- |
| 1    | Saunier Duval-Prodir             | 20    |
| 2    | Liberty Seguros-Würth            | 19    |
| 3    | T-Mobile Team                    | 18    |
| 4    | Discovery Channel                | 17    |
| 5    | Lampre-Fondital                  | 16    |
| 6    | Caisse d'Epargne-Illes Balears   | 15    |
| 7    | Euskaltel-Euskadi                | 14    |
| 8    | Phonak Hearing Systems           | 13    |
| 9    | Cofidis, le Crédit par Téléphone | 12    |
| 10   | Rabobank                         | 10    |
| 11   | Team Gerolsteiner                | 9     |
| 12   | Team Milram                      | 8     |
| 13   | Davitamon-Lotto                  | 7     |
| 14   | Liquigas                         | 6     |
| 15   | Team CSC                         | 5     |
| 16   | Quick Step-Innergetic            | 4     |
| 17   | Crédit Agricole                  | 3     |
| 18   | AG2R Prévoyance                  | 2     |

| Pos.   | Nazione    | Punti |
| ------ | ---------- | ----- |
| 1      | Spagna     | 191   |
| 2      | Germania   | 33    |
| 3      | Australia  | 10    |
| 4      | Francia    | 3     |
| Italia | 3          |       |
| 6      | Portogallo | 2     |